# Yili Nooma
Yili Nooma, est une artiste musicienne burkinabè née le 24 septembre 1980 à Treichville en République de Côte d'Ivoire.

## Biographie
Yili Nooma est à l'état civil Gansore Azata.
A l'âge de 14 ans, elle participe à un concours de chant et danse et termine première avec son groupe. Elle débute en 2001 comme choriste. En 2006, son premier album est baptisé Yennenga en hommage à la princesse Yennenga, ancêtre des mossés. Elle se produit au Burkina Faso. 
Elle est récompensée par un Kundé du meilleur espoir en 2007,.
Elle sort en 2014 l'album Bilfu bilfu (« petit à petit » en mooré). 

### Style et inspiration
Sa musique oscille entre jazz, reggae et rythmes traditionnels, avec des accents de swing et de soul[réf. nécessaire].
Elle évoque également son combat pour l'abandon des mutilations génitales féminines.

## Liens
- Ressource relative à l'audiovisuel :   - Africultures